# Đồng Quan (huyện)
Đồng Quan (chữ Hán phồn thể:潼關縣, chữ Hán giản thể: 潼关县) là một huyện thuộc địa cấp thị Vị Nam, tỉnh Thiểm Tây, Cộng hòa Nhân dân Trung Hoa. Huyện này có diện tích 526 ki-lô-mét vuông, dân số 150.000 người. Năm 691 phân chia phần phía đông của huyện Tiên Chưởng lập huyện Đồng Tân. Năm 702 phế huyện này và nhập vào huyện Tiên Chưởng. Về mặt hành chính, huyện được chia thành 4 trấn, 4 hương hương.
- Trấn: Thành Quan, Tần Đông, Thái Yếu, Đồng Dục.
- Hương: An Lạc, Cao Kiều, Nam Đầu, Đại Tự Doanh.